# Lucius Sergius Catilina

Cicero leleplezi Catilinát. Cesare Maccari freskója.

Lucius Sergius Catilina (Kr. e. 108 – 62) római patrícius származású szenátor, hadvezér, Cicero politikai ellenlábasa.
Régi múltra visszatekintő patricius család sarja (Sergia gens). Felmenői már ott ültek Róma etruszk királyainak 100 fős tanácsadó testületében is. A ravasz, magas, jóerőben lévő férfit már fiatalkorában körülrajongták a nők.

## Sulla szolgálatában
Szerencse csillagát Lucius Cornelius Sulla Felixben találta meg, aki Gaius Marius utódaival (Cinna, Carbo, ifj. Marius) hadakozva felvette vezérkarába. Sulla itáliai hadjáratában (Kr. e. 83-82) remekül szerepelt, maradéktalanul ellátta feladatát. Az ifjabb Marius, miután vereséget szenvedett, behúzódott Praeneste városába, s felkészült az ostromra. Sulla, aki Róma felé vonult, Quintus Lucretius Ofellára bízta az ostromot, s beosztotta mellé Catilinát is. Róma mellett zajlott le a mindent eldöntő csata, amiben a szamniszok és a marianusok vereséget szenvedtek Sullától. Két Sulla-párti legatus az ifjú Marius segítségére sietve azt hazudták Ofellának, hogy Sulla vesztett, s elesett a csatában. Ofella nem hitte el nekik, és fogságba vetette őket Catilinával teljes egyetértésben. Az ifjabb Marius, aki meghallotta a vereség hírét, ráadásul látta több vezető politikai társának (Brutus Damasippus, Lucius Iunius Brutus) fejét is, amiket Ofella belövetett a városba, menekülés közben a csatornahálózatban kardjába dőlt.

## Száműzetések
Catilina saját sógorát is megtalálta a kapitulált marianusok között Praenesténél, és ő maga fejezte le, megszerezve vagyonát. Állítólag saját fiával is végzett, mert annak anyja halála után egy új asszony szívét akarta meghódítani, aki nem akart gyermekes férfihoz hozzámenni. Sulla későbbi száműzetései alatt Catilinának nem sikerült úgy megszednie magát, mint Marcus Licinius Crassusnak, vagy Gaius Verresnek, így a diktátor halála után (Kr. e. 78) zilált anyagi helyzetének rendezését tartotta szem előtt. Ezt még afrikai helytartósága alatt sem sikerült elérnie, mégis indulni akart a consulválasztáson.

## A consulválasztások
Első indulását megzavarta, hogy a rivális nőcsábász Publius Clodius (Appius Claudius Pulcher fia), egy Vesta-szűz megbecstelenítésének vádjával bíróság elé állíttatta. Másodszori indulása alkalmából a helytartósága alatt történt sikkasztása miatt emeltek ellene vádat, ismét elütve őt a consuli tisztség megpályázásától. Harmadszorra, Kr. e. 63-ban Marcus Tullius Cicero és Caius Antonius Hybrida consulsága alatt, Catilina egyes barátaival (Manilius, Lentulus Sura, az ifjabb Cethegus, a Sulla fivérek) összeesküvést szőttek. Az adósságok eltörlése – adósok körében jól csengő – jelszavával indult. Ha consullá választják Catilinát és Surát, akkor szabadon garázdálkodhatnak Róma fölött. Eldöntötték, ha nem választják meg őket, akkor a megválasztott consulokat megölve erőszakkal veszik át a hatalmat. Egész Itáliában uszítottak az adósságok eltörlésével, így a bázisuk növekedett.

## Az összeesküvés lelepleződik
Cicero azonban egy-két pletyka nyomán felfigyelt az összeesküvésre, s a szenátus ülésén nyíltan megvádolta Catilinát. Aki mindent tagadott, s Cicerót becsmérelte származása miatt. Catilinára mégis gyanús szemmel néztek az emberek, így ismét nem nyert a consulválasztáson. Az összeesküvők készen álltak a hatalom erőszakos megszerzésére. Később Cicero újabb bizonyítékokkal állt elő, nagyszabású beszédeket tartott. A Catilina pártján álló senatus lassan hinni kezdett Cicerónak. Ekkor látta megérettnek az időt az összeesküvés vezetője, hogy elhagyja Rómát, s csatlakozzon Etruriában a Sulla veteránjaiból toborzott légióihoz. A Rómában maradt összeesküvőket Cicero elfogatta bizonyított gyilkossági kísérletek vádjával, amiknek jó maga, consultársa, Antonius Hybrida és több praetor is áldozatul esett volna. Cicero vádlottjai, amikor a szenátus előtt meglobogtatta azok levelezését, amelyet ravaszul elcsípett, mind beismerték bűneiket. Cicero az általa, a haza védelmére hozott senatus consultum ultimum törvény alapján rögtön végrehajtandó halálbüntetésre akarta ítélni az öt vádlottat. Védelmükre először Silanus megválasztott consul, majd Caius Iulius Caesar emelkedett, jelezve: törvényesen kell őket elítélni, s enyhébb, száműzetést jelentő ítélettel. Marcus Porcius Cato feszültséggel teli, hangos felszólalásában a halálbüntetés mellett tört lándzsát. Cicero cselekedett – a szenátussal egyetértésben – s még aznap kivégeztette az összeesküvőket.

## A vég
Catilina római befolyása lecsökkent, így tudta nincs más kiút: vagy támad a seregével, vagy elhagyja Itáliát. Tovább nehezítette helyzetét, hogy Pompeius hazatérőben volt keletről. Közben Cicero consult Cato kikiáltotta a haza atyjának (Pater patriae) – állítólag csak gúnyolni akarta Cicerót, aki elértette a szándékot. Cicero büszkén viselte ezt a címet. Leköszönése után még mindig az északi hadsereg élén álló volt consultársa, Antonius Hybrida legatusa, Marcus Petreius megtámadta, s legyőzte Catilina seregét Kr. e. 62 elején. Az összeesküvés vezetője bátran harcolt, de ő is elesett.

## Egy vitatott személyiség vitatott tettei
Catilináról nem lehet elmondani, hogy pozitív szereplője a római történelemnek, de az biztos, hogy programjának több pontja is remek hatással lett volna az államra, s nem utolsósorban több reform is szerepelt bennük, amik erősítették volna az államhatalmat. A rossz körülmények, és a türelmetlenség miatt nyílt, erőszakos lázadási kísérletbe, hatalomátvételbe áttörő, amúgy jó politika, remek példa a történelemben. Cicero később megbánta tettét, győzelme után nem sokkal ugyanis közutálatnak örvendett Róma szerte, a törvénytelen kivégzések miatt, s később száműzetésbe is kellett vonulnia. Mind a mai napig nem tudni azonban, milyen viszonyban állt Catilinával például Caesar vagy Crassus.

## Kapcsolódó irodalom
- Cicero válogatott művei. Budapest, 1987.